# Provincie Novara
Novara (Provincia di Novara) je italská provincie v oblasti Piemont. Sousedí na severu s provincií Verbano-Cusio-Ossola, na východě s provinciemi Varese a Milano, na jihu s provincií Pavia a na západě s provincií Vercelli.